# Mah Nakorn
Mah Nakorn (Engelse titel: Citizen Dog) is een Thaise film uit 2004, geregisseerd door Wisit Sasanatieng en gebaseerd op een boek van Wisits vrouw Koynuch dat door hem werd geïllustreerd. Het is een surrealistische vertelling die zich afspeelt in Bangkok, waar een jongen zonder levensdoel verliefd wordt op een meisje dat voor haar dromen leeft. In filmkritieken is de film meerdere malen vergeleken met de Franse film Le Fabuleux Destin d'Amélie Poulain. Een van de centrale thema's van de film is dat mensen pas iets terugvinden, wanneer ze gestopt zijn met zoeken.

## Verhaal

### Begin van de film
De film begint wanneer de ietwat slome plattelandsjongen Pod besluit om zijn ouders en het boerenleven achter zich te laten, om naar het moderne Bangkok te vertrekken. In de stad komt hij te werken aan de lopende band van een sardientjesfabriek, waar hij dag in dag uit de koppen van de sardientjes snijdt, en de lijfjes vervolgens in een blikje stopt. Op de brug staat een strenge opzichter, die gedurende de werkdag de snelheid van de lopende band steeds verder opvoert om de inkomsten van de fabriek te verhogen. Wanneer het op een zekere zomerdag zó warm is dat de opzichter zwaar bezweet tegen de hendel van de snelheidsmeter leunt, begint de band zó snel te lopen, dat de werknemers het nog maar nauwelijks bij kunnen houden en Pod op een zeker moment per ongeluk zijn wijsvinger eraf heeft gesneden, die prompt in een van de sardineblikjes belandt. Aanvankelijk zoekt Pod iedere avond heel Bangkok af naar het blikje met zijn verloren vinger, totdat hij de moed opgeeft en besluit om dan maar wijsvingerloos door het leven te gaan. Juist op dat moment loopt hij langs een eettentje waar hij een blikje luid ziet trommelen. Zijn vinger had altijd de gewoonte om zenuwachtig op de tafel te tikken wanneer hij niets te doen had, en is daar na het afsnijden blijkbaar nog steeds niet mee opgehouden. Pod koopt het blikje en plaatst zijn vinger terug aan zijn hand. Eenmaal terug op het werk krijgt hij echter het vermoeden dat dit toch niet zijn vinger is, wanneer er aan het tafeltje naast hem nóg iemand druk op de tafel zit te tikken. Op het moment dat deze persoon zijn vinger in zijn neus wil steken om eens flink te gaan peuteren, wordt het Pod te veel. Binnen een paar seconden liggen de twee mannen rollend over de vloer en na een korte vechtpartij slaagt Pod erin om zijn eigen vinger van die van zijn collega te ontnemen en weer aan zijn eigen hand te plaatsen. Zijn collega, Yod, is uiteindelijk toch wel blij om zijn eigen vinger terug te hebben, en Pod en Yod worden elkaars beste vrienden.

### Pod ontmoet Jin
Pod en Yod besluiten dat ze toe zijn aan een hipper baantje, en gaan werken als liftjongen in een groot kantoor. Pod voelt zich niet zo op zijn gemak in zijn nieuwe baan, en kruipt weg in een hoekje van de lift zodra er iemand anders erbij in staat, behalve als het meisje Jin zich bij hem in de lift bevindt, bij wie hij zich meteen op zijn gemak voelt. Jin is een bijzonder meisje: ze houdt enorm van poetsen en schoonmaken, en heeft de obsessieve neiging om dingen precies op de goede plek te zetten. Jin ziet Pod echter niet staan: ieder moment dat ze niet schoonmaakt en opruimt, besteedt ze aan het lezen in een wit boek. Niet dat ze het boek kan lezen, want het is geschreven in een taal die ze niet begrijpt. Het boek is haar in de schoot geworpen toen ze nog een klein meisje was en op het platteland leefde. Toen op een dag een vliegtuig achter haar neerstortte, viel er een boek uit het vliegtuig dat voor haar voeten neerviel. Sindsdien probeert ze er alles aan te doen om te weten te komen wat er in het boek staat, omdat ze ervan overtuigd is dat de inhoud van het boek iets is van levensbelang. Omdat niemand in haar dorp haar kon vertellen wat er in het boek stond, is ze destijds naar Bangkok afgereisd om iemand te vinden die het boek kan lezen.
Yod heeft intussen ook een meisje ontmoet, de langbenige en enigszins arrogante Chinese Muay, die weliswaar werkzaam is als eenvoudige serveerster, maar die naar haar eigen zeggen over keizerlijk bloed beschikt. Hij ontmoette haar terwijl hij in een overvolle bus tegen haar aan schurkte. Dat schurken bleek een zodanig succes, dat Yod en Muay voortaan iedere dag de bus nemen. Omdat hij dit geluk ook aan Pod toewenst, adviseert Yod hem om ook eens de bus te nemen. De volgende dag besluit Pod om na werktijd Jin naar huis te brengen. Zijn voorstel om met de bus te gaan, wijst Jin echter af. Ze gaat liever met de luchttrein, want die is niet zo overvol. Hoewel Pod het wel jammer vindt dat hij in de luchttrein geen reden heeft om dicht tegen Jin aan te staan, vindt hij het toch fijn om haar naar huis te brengen. Wanneer ze zich laat ontvallen dat het een droomwens van haar is om in een auto te kunnen rijden, besluit Pod om te gaan werken als taxichauffeur, zodat hij haar dat plezier voortaan kan gunnen.

### Taxichauffeur
Iedere dag brengt Pod Jin met de taxi naar huis. Hoewel ze nog steeds hardnekkig het boek probeert te lezen, voelt Pod zich wel gelukkig met haar in zijn auto. Pod krijgt echter wel een aantal vreemde kostgangers in zijn taxi te verwerken. Zo ontmoet hij onder meer een - naar haar eigen zeggen - 22-jarige vrouw die eruitziet als een meisje van acht, die dagelijks met de taxi naar de speelhal gaat om agressieve computerspelletjes te spelen. Haar teddybeer, een kettingroker die enigszins grof in de mond is, blijft dan in de auto achter om met Pod te babbelen. Ook krijgt Pod op een dag een man in zijn auto die aan geheugenverlies lijdt en ervan houdt om alles schoon te likken wat hij tegenkomt. Omdat de man niet weet waar hij heen wil, neemt Pod hem maar mee naar huis. Nadat de man het hele huis heeft schoongelikt, besluit Pod om de man een tijdje in zijn taxi te houden, zodat hij aan de andere klanten kan vragen of die de man soms kennen. Het is geen groot succes, want de klanten blijken het niet zo te waarderen dat ze aan alle kanten gelikt worden. Wanneer Pod echter een stapel lolly's voor de man koopt, blijkt het probleem - wat het likken betreft - gelukkig te zijn opgelost.

### Milieudemonstraties
Jin blijft intussen op zoek naar de betekenis van het vreemde boek. Ze ontdekt een school voor talencursussen, en gaat daar een tijdje schoonmaken, zodat ze vanaf de gang kan meeluisteren naar de Engelse lessen die er worden gegeven. "Peter sits on a chair and reads a book", is zo ongeveer het zinnetje dat ze meekrijgt. Wanneer ze een paar dagen later op straat loopt, ziet ze een farang met een hippie-uiterlijk foldertjes uitdelen. Haar oog valt plotseling op een wit boek dat uit zijn tas steekt, dat er precies zo uitziet als dat van haar. Ze wil vol enthousiasme de man aanklampen, maar op het moment dat ze hem wil aanspreken vlucht hij weg voor een stel agenten die niet zitten te wachten op zijn propaganda. Die avond ziet Jin op televisie een reportage over milieuactivisten die die dag met bruut geweld zijn opgepakt en gevangen zijn gezet. Bij Jin rijst het vermoeden dat de man, die ze in gedachten "Peter" noemt omdat dat de enige westerse voornaam is die ze kent, vast óók een milieuactivist was, en dat het boek daar ook over gaat. En als dat zo is, dan is haar levensdoel blijkbaar dat ze zich voortaan voor het milieu zal moeten inzetten. Vanaf dat moment besluit Jin om achteloos weggegooide plastic flessen te gaan verzamelen, die ze her en der achtergelaten vindt en sluit ze zich aan bij een protestbeweging die probeert een verbod op plastic voor elkaar te krijgen. Iedere keer dat Pod bij Jin op bezoek komt, ziet hij de berg flessen in haar huis aangroeien, en lijkt hij de greep op Jin steeds meer te verliezen.
Onderwijl krijgt Pod het bericht van thuis dat zijn oma is overleden. De restanten van haar begraven lichaam zijn opgegeten door de wormen, de wormen zijn opgegeten door de vogels, en via een ingewikkelde voedselketen blijkt oma op een dag, geïncarneerd in een gekko, bij Pod over de schemerlamp te kruipen. Ze waarschuwt Pod dat er bij hem een staart zal aangroeien, wanneer hij te lang in Bangkok blijft (het blijkt uit de film niet goed of het hier een verzinsel van de filmmakers is, of dat "een staart krijgen" een Thaise uitdrukking is om aan te geven dat iemand gejaagd, individualistisch of nog iets anders is). Wanneer blijkt dat Jin volledig in beslag genomen wordt door haar milieuactivisme, keert Pod teleurgesteld terug naar het dorpje van zijn ouders, waar het leven nog steeds is zoals hij het had achtergelaten. Door het jachtige leven in Bangkok waar Pod inmiddels aan gewend was geraakt, lijkt het leven op het platteland een stuk langzamer te gaan. Omdat hij zich daar echter ook niet langer thuis voelt, keert hij enkele maanden later terug naar Bangkok, waar iedereen die hij kent, inmiddels een staart heeft.

### Slot
En dan komt de dag dat Jin, terwijl ze meeloopt in de zoveelste milieudemonstratie, Peter weer ziet staan langs de kant van de weg. Ze rent op hem af, en slaagt er deze keer wél in om de inhoud van het boek te weten te komen. In plaats van een godsgeschenk met visie voor de wereld, waar Jin al die tijd op gerekend had, blijkt het een homo-erotisch romannetje te zijn. Jins levensdoel valt in duigen, en gedesillusioneerd verdwijnt ze naar een plek waar niemand haar kan vinden. Pod laat het er niet bij zitten, en gaat naar haar op zoek. Wanneer hij bij haar huis komt, ontdekt hij daar een enorme berg met plastic flessen, die de halve stad bedekt en minstens zo hoog is als de hoogste wolkenkrabber van de stad. Hij beklimt de berg, in de hoop om Jin daar te vinden. Hij roept haar naam vanaf het hoogste puntje van de berg. Eerst gebeurt er niets. Maar dan verschijnt Jin vanachter een stapel flessen. Na al die tijd beseft ze eindelijk dat Pod haar grote passie is. En dat ontdekte ze pas, nadat ze gestopt was met zelf zoeken.

## Acteurs
- Mahasamut Boonyaruk - Pod
- Saengthong Gate-Uthong - Jin
- Sawatwong Palakawong Na Autthaya - Yod
- Chuck Stephens - Peter
- Raenkum Saninn - Oma van Pod
- Pen-Ek Ratanaruang - Verteller

## Distributie
De film werd buiten Azië gedistribueerd door Europacorp en is sinds het uitbrengen vertoond op verschillende filmfestivals, waaronder het filmfestival van Berlijn en Toronto, en het internationale filmfestival in Rotterdam.
In 2005 won de film een "National Film Association Award" voor beste visuele effecten tijdens de "Thailand National Film Association Awards".